# Leonard Williams
Leonard Edmund Henry Williams (Ealing, 6 dicembre 1919 – 9 giugno 2007) è stato un imprenditore britannico.
Capo della società immobiliare Nationwide, in Italia è più noto per la sua carriera di pilota di Spitfire nella RAF durante la Seconda guerra mondiale.

## Gioventù e carriera nella RAF
Nacque ad Acton nei pressi di Londra, figlio di un muratore e di una cuoca. Vinse una borsa di studio per la Acton County Grammar, scuola secondaria locale, che lasciò a 16 anni per studiare da ragioniere all'Acton Borough Council (una specie di comitato direttivo del quartiere). Allo scoppio della Seconda guerra mondiale si arruolò nella RAF e fu addestrato come meccanico. Dopo un certo tempo trascorso in India a fare manutenzione sui vecchi biplani Westland Wapiti fu scelto per l'addestramento al volo. Trasferito nella Rhodesia del Sud (oggi Zimbabwe), il Leading Aircraftman (1º Aviere) Williams divenne parte del colossale programma di addestramento piloti dell'Impero Britannico, presso la Initial Training Wing a Hillside, sobborgo di Bulawayo. L'addestramento basico si svolse ad Induna e quello avanzato a Thornhill.
Il 14 agosto 1943 Williams divenne ufficiale della RAF Volunteer Reserve col grado di Pilot Officer (sottotenente) e mandato in Medio Oriente per accumulare esperienza su caccia monoposto. Il 25 febbraio 1944 fu assegnato al No. 225 Squadron RAF, in quel periodo basato all'aeroporto di Lago, circa 50 km a nord di Napoli ed equipaggiato con i caccia Supermarine Spitfire Mk.V. Il sottotenente Williams fece il suo primo volo di guerra l'8 aprile 1944, in missione di "spotting" (direzione di tiro) per l'artiglieria inglese che bombardava un ponte ad Ausonia, Lazio.
Promosso a Tenente (Flying Officer) continuò a volare con il No. 225 Squadron RAF per tutto il 1944 da diversi campi d'aviazione in Italia, Corsica e Francia del Sud.
Il 23 ottobre di quell'anno decollò da Peretola con il gregario, il Flying Officer Stanley Waldman, per una missione di "ricognizione tattica" nell'area di Bologna-Ferrara-Cento-San Giovanni in Persiceto. Ciò che successe in quel volo fu poi raccontato, molti anni più tardi, dallo stesso Williams:
A causa delle ferite riportate durante il lancio col paracadute, il tenente Williams dovette poi trascorrere un certo periodo di tempo in ospedale. Nel gennaio 1945 fu decorato con la Distinguished Flying Cross.

## Dopoguerra
Dopo il congedo dalla RAF si diplomò come ragioniere e entrò nel Gas Council come internal auditor, poi nel 1954 divenne responsabile finanziario dell'allora Cooperative Permanent Society.
Rimase nella società per il resto della sua carriera, salendo di grado fino a diventare amministratore delegato nel 1967 e chairman nel 1982. Nel frattempo la società era diventata la Nationwide Building Society.

Williams divenne il più noto e citato portavoce per il movimento delle società immobiliari come vicepresidente e poi presidente del Consiglio di amministrazione della Associazione società immobiliari (Building Societies' Association) dal 1977 al 1981.
Ebbe lo spiacevole compito di presiedere alla decisione della BSA di introdurre il più alto tasso di mutui di sempre (15%) ma allo stesso tempo sosteneva lo smantellamento del cartello di società immobiliari e del sistema consigliato di rate del mutuo.
La Nationwide divenne la prima società ad approfittare delle opportunità offerte dalla legge sulle società immobiliari varata nel 1986, che permetteva loro di allargarsi ai servizi bancari.
Quello stesso anno la società, ormai la terza più grande nell'associazione, si fuse con la settima, Anglia.
Williams fu presidente del Consiglio di amministrazione e poi presidente della Nationwide Anglia fino al 1992. Un altro incarico che ebbe fu quello di capo della BUPA (azienda sanitaria) dal 1988 al 1990.
Sotto la sua direzione la Nationwide sponsorizzò diverse manifestazioni aeronautiche e il RAF Benevolent Fund, ente benefico legato all'aviazione militare. Inoltre Williams fu membro a vita del RAF Club di Piccadilly di cui fu anche vicepresidente del Consiglio di amministrazione.

## Ritrovamento dello Spitfire
I rottami dello Spitfire di Leonard Williams riemersero a Galciana, Toscana nel 2002.
L'aereo fu identificato come un LF Mk.IX, matricola MH 768, propulso da un motore Merlin 66 e consegnato il 19 settembre 1943 alla 39 Maintenance Unit. Il 24 ottobre 1943 fu imbarcato sulla SS Charlton Hall e trasferito a Casablanca dove arrivò il successivo 17 novembre. Il 30 novembre fu assegnato al 218 Group e impiegato in missioni di ricognizione tattica in Nordafrica. Dal 28 settembre 1944 in poi fu dato in carico al 225 Squadron basato sull'aeroporto di Peretola.
Il 23 ottobre 1944 fu abbattuto dalla contraerea e abbandonato dal pilota. Ricevette danni di "Categoria E" (non riparabili) e fu quindi radiato. La matricola fu decisiva anche per rintracciare il pilota, che poté così tornare al paese 59 anni esatti dopo l'abbattimento, suscitando l'interesse dei media locali e persino della trasmissione Chi l'ha visto? che gli dedicò un breve spazio in una puntata. A tutt'oggi i resti dello Spitfire LF Mk.IX sono esposti nel Museo del Gruppo Storico Veicoli di Montemurlo (PO).